# طاووس (ترانه)
«طاووس» (به انگلیسی: Peacock) ترانه‌ای از کیتی پری است. این ترانه در آلبوم رؤیای نوجوانی قرار دارد.